# David Kriegel
David Kriegel (New York) is een Amerikaanse acteur, filmproducent en filmregisseur.

## Carrière
Kriegel begon in 1990 met acteren in de televisieserie 21 Jump Street. Hierna heeft hij nog meerdere rollen gespeeld in televisieseries en films zoals Alive (1993), Quest of the Delta Knights (1993), Speed (1994), Lois & Clark: The New Adventures of Superman (1996) en Touched by an Angel (2002).
Kriegel is ook actief als filmproducent en filmregisseur. In 2006 heeft hij de televisieserie VIP Passport geregisseerd en één aflevering geproduceerd.

## Filmografie

### Films
Uitgezonderd korte films.
- 2005 Smart Card – als Robert Sharpe
- 2003 The Accidental Detective – als David Bailey
- 2001 Sticks – als Jewels
- 2000 Dropping Out – als man in pak
- 1996 Playing Dangerous 2 – als Dan Simmons
- 1995 Leaving Las Vegas – als hotel manager
- 1994 Sleep with Me – als Josh
- 1994 Speed – als Terry
- 1993 Quest of the Delta Knights – als Leonardo
- 1993 Alive – als Gustavo Zerbino
- 1992 Sexual Response – als Peter
- 1991 Us – als Robbo
- 1990 Slumber Party Massacre III – als Tom

### Televisieseries
Uitgezonderd eenmalige gastrollen.
- 1996 Lois & Clark: The New Adventures of Superman – als Wolcott – 2 afl.
- 1996 The Last Frontier – als Matt – 6 afl.